# Toàn Đoan
Toàn Đoan (tiếng Trung: 全端; bính âm: Quan Duan; ? - ?), không rõ tên tự, là tướng lĩnh Đông Ngô thời Tam Quốc trong lịch sử Trung Quốc.

## Cuộc đời
Toàn Đoan quê ở huyện Tiền Đường, quận Ngô, Dương Châu, là cháu họ của Vệ tướng quân Toàn Tông.
Năm 241, Tôn Quyền sai Toàn Tông, Gia Cát Khác đánh Ngụy. Toàn Tông dẫn theo Toàn Tự, Toàn Đoan, Trương Hưu, Cố Thừa giao chiến với tướng Ngụy là Vương Lăng ở Thược Pha.
Ban đầu, Toàn Tông bại trận. Vương Lăng truy kích, phá hủy đê Đông Hưng. Trương Hưu, Cố Thừa dẫn quân ra sức đánh, ngăn cản quân Ngụy. Sau đó, quân Ngụy đóng trại, Toàn Tự, Toàn Đoan thừa cơ tập kích, đánh lui Vương Lăng.
Khi xét công, Trương Hưu, Cố Đàm thu được quan tước cao hơn anh em Toàn Tự, Toàn Đoan. Toàn Tông vì thế mà oán hận, cấu kết với Lỗ vương Tôn Bá. Lúc này, Tôn Bá cùng Tôn Hòa đang tranh ngôi thái tử, mà Trương Hưu cùng anh em họ Cố lại ủng hộ Tôn Hòa.
Năm 245, Toàn Tự, Toàn Đoan tố cáo Trương Hưu, Cố Thừa cấu kết với điển quân Trần Tuân khuếch đại chiến công. Trương Hưu, Cố Đàm, Cố Thừa bị đày đến Giao Châu, nửa đường thì Trương Hưu bị ban chết.
Năm 252, sau khi Ngô chủ Tôn Quyền chết, quyền thần nước Ngụy là Tư Mã Sư muốn thừa cơ diệt Ngô, phát binh theo ba đường Đông Hưng, Nam quận, Vũ Xương. Gia Cát Khác phái Lưu Lược cùng Toàn Đoan mỗi người dẫn hơn 1.000 quân sĩ đóng giữ hai thành ở Đông Hưng. Lưu Lược thủ thành đông, Toàn Đoan thủ thành tây. Quân Ngụy do Hồ Tuân, Gia Cát Đản chỉ huy nỗ lực công thành, nhưng Lược, Đoan vẫn thủ vững, không ra ứng chiến. Nhờ hai người nỗ lực phòng thủ mà Gia Cát Khác cùng Lưu Tán, Lã Cứ, Đường Tư, Đinh Phụng có thể đánh đuổi được quân Ngụy ra khỏi lãnh thổ.
Tháng 5 năm 257, đô đốc Dương Châu của Ngụy là Gia Cát Đản nổi dậy chống quyền thần Tư Mã Chiêu, sai Ngô Cương đem con cả Gia Cát Tịnh sang Ngô làm con tin, cầu viện binh. Quyền thần Tôn Lâm phái Toàn Dịch, Toàn Đoan, Đường Tư, Văn Khâm dẫn quân tới Thọ Xuân chi viện Đản.
Tháng 11, con trai của Toàn Tự (con trưởng Toàn Tông, anh của Toàn Dịch) là Toàn Y cùng các em Toàn Nghi, Toàn Tĩnh mang cả nhà sang hàng Ngụy. Chung Hội bày kế ly gián, sai Y, Nghi viết thư do Dịch, Đoan, nói rằng vì Toàn Dịch tham chiến bất lợi, khiến Tôn Lâm nổi giận, muốn giết cả nhà họ Toàn. Hai người nhận được thư, trong lòng lo lắng bất an. Tháng 12, Toàn Dịch, Toàn Đoan hàng Ngụy, đảm nhiệm quan chức khác nhau.

## Trong văn hóa
Trong tiểu thuyết Tam quốc diễn nghĩa của La Quán Trung, Toàn Đoan xuất hiện ở hồi 108. Tôn Quyền chết, Ngụy chia quân ba đường phạt Ngô. Toàn Đoan cùng Lưu Lược nhận lệnh của phụ chính Gia Cát Khác, phòng thủ hai thành tả hữu Đông Hưng, khiến tướng Ngụy là Hồ Tuân không làm gì được.
Gia Cát Đản nổi dậy ở Thọ Xuân, cho người cầu viện Đông Ngô. Quyền thần Tôn Lâm lấy Toàn Dịch, Toàn Đoan làm chủ tướng, dẫn Vu Thuyên, Chu Dị, Đường Tư, Văn Khâm dẫn quân đánh Ngụy. Chu Dị bày kế chia quân giáp công, để Dịch, Đoan, Khâm vào thành. Mưu kế bị Tư Mã Chiêu đoán được, quân Ngô đại bại, Dị bị Tôn Lâm chém đầu.
Con của Toàn Đoan là Toàn Y sau đó thua trận, cùng đường phải hàng Tư Mã Chiêu, được Chiêu trọng dụng, phong làm thiên tướng quân, viết thư gửi cho cha chú, khuyên hai người đầu hàng. Toàn Dịch nhận được thư, cùng Toàn Đoan dẫn mấy nghìn người mở cửa thành ra hàng. Gia tộc ở Kiến Nghiệp bị Tôn Lâm tru sát.